# Pallanuoto ai Giochi della XXVI Olimpiade
Il ventiduesimo torneo olimpico di pallanuoto si è svolto nel corso delle Olimpiadi di Atlanta, dal 20 al 28 luglio 1996 nelle piscine del Georgia Tech Aquatic Center.
La formula della manifestazione era relativamente simile a quella delle precedenti edizioni di Seul e Barcellona, con la differenza che alla lotta per le medaglie hanno avuto accesso le prime quattro dei gironi preliminari anziché le prime due, come avvenuto in passato. Hanno preso parte al torneo ben undici formazioni europee su dodici.
La Spagna ha colto il suo primo alloro olimpico battendo in finale la debuttante Croazia. Il bronzo è andato ai campioni uscenti dell'Italia che hanno superato l'Ungheria all'overtime.

## Podio
| Evento              | Oro    | Argento | Bronzo |
| Pallanuoto maschile | Spagna | Croazia | Italia |

## Squadre partecipanti
GRUPPO A
- Germania
- Jugoslavia
- Paesi Bassi
- Russia
- Spagna
- Ungheria

GRUPPO B
- Croazia
- Grecia
- Italia
- Romania
- Stati Uniti
- Ucraina

## Fase preliminare

### Gruppo A
|    | Squadra     | Pti | G | V | P | S | GF | GS | Diff |
| -- | ----------- | --- | - | - | - | - | -- | -- | ---- |
| 1. | Ungheria    | 10  | 5 | 5 | 0 | 0 | 47 | 38 | +9   |
| 2. | Jugoslavia  | 7   | 5 | 3 | 1 | 1 | 46 | 44 | +2   |
| 3. | Spagna      | 6   | 5 | 3 | 0 | 2 | 39 | 33 | +6   |
| 4. | Russia      | 5   | 5 | 2 | 1 | 2 | 42 | 38 | +4   |
| 5. | Germania    | 2   | 5 | 1 | 0 | 4 | 36 | 45 | -9   |
| 6. | Paesi Bassi | 0   | 5 | 0 | 0 | 5 | 36 | 48 | -12  |

| Data      | Ora   | Partita    | Partita | Partita     |
| --------- | ----- | ---------- | ------- | ----------- |
| 20 luglio | 11:00 | Jugoslavia | 11 - 8  | Paesi Bassi |
| 20 luglio | 12:40 | Ungheria   | 8 - 7   | Russia      |
| 20 luglio | 16:40 | Spagna     | 9 - 3   | Germania    |
| 21 luglio | 11:00 | Jugoslavia | 9 - 9   | Russia      |
| 21 luglio | 12:40 | Ungheria   | 9 - 8   | Germania    |
| 21 luglio | 16:40 | Spagna     | 8 - 7   | Paesi Bassi |
| 22 luglio | 11:00 | Russia     | 10 - 8  | Germania    |
| 22 luglio | 12:40 | Jugoslavia | 9 - 7   | Spagna      |
| 22 luglio | 16:40 | Ungheria   | 10 - 8  | Paesi Bassi |
| 23 luglio | 11:00 | Jugoslavia | 9 - 8   | Germania    |
| 23 luglio | 12:40 | Russia     | 10 - 5  | Paesi Bassi |
| 23 luglio | 16:40 | Ungheria   | 8 - 7   | Spagna      |
| 24 luglio | 11:00 | Ungheria   | 12 - 8  | Jugoslavia  |
| 24 luglio | 12:40 | Spagna     | 8 - 6   | Russia      |
| 24 luglio | 16:40 | Germania   | 9 - 8   | Paesi Bassi |

### Gruppo B
|    | Squadra     | Pti | G | V | P | S | GF | GS | Diff |
| -- | ----------- | --- | - | - | - | - | -- | -- | ---- |
| 1. | Italia      | 10  | 5 | 5 | 0 | 0 | 48 | 38 | +10  |
| 2. | Stati Uniti | 8   | 5 | 4 | 0 | 1 | 45 | 37 | +8   |
| 3. | Croazia     | 6   | 5 | 3 | 0 | 2 | 51 | 39 | +12  |
| 4. | Grecia      | 4   | 5 | 2 | 0 | 3 | 37 | 38 | -1   |
| 5. | Romania     | 1   | 5 | 0 | 1 | 4 | 31 | 45 | -14  |
| 6. | Ucraina     | 1   | 5 | 0 | 1 | 4 | 33 | 48 | -15  |

| Data      | Ora   | Partita     | Partita | Partita     |
| --------- | ----- | ----------- | ------- | ----------- |
| 20 luglio | 15:00 | Croazia     | 8 - 5   | Grecia      |
| 20 luglio | 18:20 | Ucraina     | 6 - 6   | Romania     |
| 20 luglio | 20:00 | Italia      | 10 - 7  | Stati Uniti |
| 21 luglio | 15:00 | Croazia     | 11 - 6  | Romania     |
| 21 luglio | 18:20 | Italia      | 8 - 6   | Ucraina     |
| 21 luglio | 20:00 | Stati Uniti | 9 - 7   | Grecia      |
| 22 luglio | 15:00 | Grecia      | 8 - 5   | Romania     |
| 22 luglio | 18:20 | Italia      | 10 - 8  | Croazia     |
| 22 luglio | 20:00 | Stati Uniti | 9 - 7   | Ucraina     |
| 23 luglio | 15:00 | Italia      | 10 - 8  | Grecia      |
| 22 luglio | 18:20 | Croazia     | 16 - 8  | Ucraina     |
| 22 luglio | 20:00 | Stati Uniti | 10 - 5  | Romania     |
| 24 luglio | 15:00 | Grecia      | 9 - 6   | Ucraina     |
| 24 luglio | 18:20 | Italia      | 10 - 9  | Romania     |
| 20 luglio | 20:00 | Stati Uniti | 10 - 8  | Croazia     |

## Fase finale

### Gruppo 9º-12º posto
|    | Squadra     | Pti | G | V | P | S | GF | GS | Diff |
| -- | ----------- | --- | - | - | - | - | -- | -- | ---- |
| 1. | Germania    | 6   | 3 | 3 | 0 | 0 | 29 | 16 | +13  |
| 2. | Paesi Bassi | 3   | 3 | 1 | 1 | 1 | 25 | 26 | -1   |
| 3. | Romania     | 2   | 3 | 1 | 0 | 2 | 25 | 28 | -3   |
| 4. | Ucraina     | 1   | 3 | 0 | 1 | 2 | 21 | 30 | -9   |

| Data      | Ora   | Partita     | Partita | Partita     |
| --------- | ----- | ----------- | ------- | ----------- |
| 26 luglio | 11:00 | Germania    | 10 - 4  | Ucraina     |
| 26 luglio | 12:40 | Paesi Bassi | 10 - 8  | Romania     |
| 27 luglio | 11:00 | Germania    | 9 - 6   | Paesi Bassi |
| 27 luglio | 12:40 | Romania     | 11 - 8  | Ucraina     |
| 28 luglio | 08:00 | Paesi Bassi | 9 - 9   | Ucraina     |
| 28 luglio | 09:30 | Germania    | 10 - 6  | Romania     |

### Tabellone
|  | Quarti di finale | Quarti di finale |          |        | Semifinali                | Semifinali                |  |  | Finale | Finale |
|  |                  |                  |          |        |                           |                           |  |  |        |        |
|  |                  |                  |          |        |                           |                           |  |  |        |        |
|  |                  |                  |          |        |                           |                           |  |  |        |        |
|  | A1: Ungheria     | 12               |          |        |                           |                           |  |  |        |        |
|  | A1: Ungheria     | 12               |          |        |                           |                           |  |  |        |        |
|  | B4: Grecia       | 8                |          |        |                           |                           |  |  |        |        |
|  | B4: Grecia       | 8                | Ungheria | 6      |                           |                           |  |  |        |        |
|  |                  |                  | Ungheria | 6      |                           |                           |  |  |        |        |
|  |                  | Spagna           | 7        |        |                           |                           |  |  |        |        |
|  | B2: Stati Uniti  | Spagna           | 7        | 4      |                           |                           |  |  |        |        |
|  | B2: Stati Uniti  |                  |          | 4      |                           |                           |  |  |        |        |
|  | A3: Spagna       | 5                |          |        |                           |                           |  |  |        |        |
|  | A3: Spagna       | 5                | Spagna   | 7      |                           |                           |  |  |        |        |
|  |                  |                  | Spagna   | 7      |                           |                           |  |  |        |        |
|  |                  | Croazia          | 5        |        |                           |                           |  |  |        |        |
|  | B1: Italia       | Croazia          | 5        | 11     |                           |                           |  |  |        |        |
|  | B1: Italia       |                  |          | 11     |                           |                           |  |  |        |        |
|  | A4: Russia       | 9                |          |        |                           |                           |  |  |        |        |
|  | A4: Russia       | 9                | Italia   | 6      | Finale per il terzo posto | Finale per il terzo posto |  |  |        |        |
|  |                  |                  | Italia   | 6      | Finale per il terzo posto | Finale per il terzo posto |  |  |        |        |
|  |                  | Croazia          | 7        |        |                           |                           |  |  |        |        |
|  | A2: Jugoslavia   | Croazia          | 7        | 6      | Ungheria                  | 18                        |  |  |        |        |
|  | A2: Jugoslavia   |                  |          | 6      | Ungheria                  | 18                        |  |  |        |        |
|  | B3: Croazia      | 8                |          | Italia | 20                        |                           |  |  |        |        |
|  | B3: Croazia      | 8                |          |        | 20                        |                           |  |  |        |        |
|  |                  |                  |          |        |                           |                           |  |  |        |        |
|  |                  |                  |          |        |                           |                           |  |  |        |        |

### Quarti di finale
| Arbitri: | Prikhodko (KAZ) Belevtsov (UKR) |

|                |           |             |
| 2: 4 giocatori | Marcatori | 3: Mavrotas |

| Arbitri: | Demey (FRA) Kerr (AUS) |

|                       |           |           |
| 2: Vičević, Uskoković | Marcatori | 3: Šimenć |

| Arbitri: | Tellegen (NED) Martinez (CUB) |

|           |           |             |
| 2: Oeding | Marcatori | 2: Estiarte |

| Arbitri: | Ludecke (GER) Simons (BEL) |

|                |           |            |
| 2: 4 giocatori | Marcatori | 3: Eryshov |

### Semifinali

#### 1º - 4º posto
| Arbitri: | Prikhodko (KAZ) Martinez (CUB) |

|            |           |             |
| 2: Pomilio | Marcatori | 4: Kreković |

| Arbitri: | Keman (NED) Ludecke (GER) |

|            |           |          |
| 2: Benedek | Marcatori | 4: Gomez |

#### 5º - 8º posto
| Arbitri: | Timoc (ROU) Klaric (CRO) |

|                  |           |                    |
| 2: Papanastasiou | Marcatori | 2: McNair, Humbert |

| Atlanta 27 luglio 1996, ore 20:40 | Russia                      | 16 – 15 (d.3t.s.) (4-5, 2-1, 3-3, 3-3; 2-1, 1-2, 1-0) | Jugoslavia | Georgia Tech Aquatic Center\| Arbitri: \| Tellegen (NED) Simons (BEL) \| |
| Arbitri:                          | Tellegen (NED) Simons (BEL) |                                                       |            |                                                                          |

### Finali
- 7º posto

| Arbitri: | Kosztolanczy (HUN) Fernandez (CUB) |

|           |           |          |
| 3: Oeding | Marcatori | 3: Savic |

- 5º posto

| Arbitri: | Demey (FRA) Merola (ITA) |

|               |           |                    |
| 3: Afroudakis | Marcatori | 2: Kozlov, Erychov |

- Finale per il Bronzo

| Arbitri: | Radenovic (YUG) Klaric (CRO) |

|            |           |                     |
| 4: Benedek | Marcatori | 4: Angelini, Silipo |

- Finale per l'Oro

| Arbitri: | Ludecke (GER) Prikhodko (KAZ) |

|             |           |                |
| 3: Estiarte | Marcatori | 1: 5 giocatori |

## Classifica finale
| Campione Olimpico | Campione Olimpico | Campione Olimpico |
| --- | ----------------- | --- |
| SpagnaAbarca, Andreo, Ballart, García, Gómez, Estiarte, Moro, Oca, Payá, Pedrerol, Rollán, Sans C, Sans J, CT: Juan Jané Giralt |                   | |
| Argento | Croazia           | Croazia1 Školneković, 2 Vrdoljak, 3 Kreković, 4 Šimenc, 5 Kržić, 6 Štritof, 7 Vrbičić, 8 Glavan, 9 Vegar, 10 Bukić, 11 Hinić, 12 Balić, 13 Kobešćak, CT: Bruno Silić                                    |
| Bronzo | Italia            | Italia1 Attolico, 2 Postiglione, 3 Bovo, 4 Bencivenga, 5 A. Calcaterra, 6 R. Calcaterra, 7 Giustolisi, 8 Angelini, 9 Pomilio, 10 Gerini, 11 Sottani, 12 Silipo, 13 Ghibellini, CT: Ratko Rudić          |
| 4 | Ungheria          | UngheriaBenedek • Dala • Fodor • Gyöngyösi • Kásás • Kósz • Kuna • Monostori • Németh • Tóth F • Tóth L • Varga • Vincze, CT: János Konrád                                                              |
| 5 | Russia            | RussiaApanasenko • Dugin • Garbuzov • Gorškov • Ivlev • Karabutov • Konstantinov • Kozlov • Maksimov • Panfili • Smolovoy • Eryšov • Yevstigneyev, CT: Aleksandr Kabanov                                |
| 6 | Grecia            | Grecia1 Voltyrakīs, 2 Kaiafas, 3 Chatzitheodorou, 4 Loudīs, 5 Maurōtas, 6 Papanastasiou, 7 Psychos, 8 Kalakonas, 9 Afroudakīs, 10 Lorantos, 11 Chatzis, 12 Georgaras, 13 Patras, CT: Kyriakos Iosifidis |
| 7 | Stati Uniti       | Stati UnitiArroyo • Barnhart • Duplanty • Evans • Everist • Hackett • Humbert • Kopp • Laster • McNair • Oeding • Rousseau • Wigo, CT: Richard Corso                                                    |
| 8 | Jugoslavia        | JugoslaviaŠoštar • Trbojević • Subotić • Zimonjić • Milanović • Šapić • Vičević • Uskoković • Savić • Jelenić • Vujasinović • Perović • Tadić, CT: Dragan Andrić                                        |
| 9 | Germania          | Germaniade la Peña • Borgmann • Bukowski • Dahler • Dresel • Dresel • Erjavec • Ilgner • Klingenberg • Reimann • Sterzik • Tomanek • Voß, CT: Nicolae Firoiu                                            |
| 10 | Paesi Bassi       | Paesi Bassivan de Bunt • de Groot • Havenga • Issard • de Jong • van der Kolk • Kunz • van der Meer • Nieuwenburg • Stoffels • Uri • de Vries, CT: Hans van Zeeland                                     |
| 11 | Romania           | Romania1 Lisac, 2 Dinu, 3 Totolici, 4 Bonca, 5 Sabău, 6 Fulgeanu, 7 Hagiu, 8 Sanda, 9 Stemate, 10 Moldvai, 11 Rath, 12 Radu, 13 Andrei, CT: Viorel Rus                                                  |
| 12 | Ucraina           | UcrainaAndriyev • Horbach • Kebalo • Khalchaytskyi • Kostanda • Kovalenko • Potulnytskyi • Rozhdestvenskyi • Skuratov • Solodun • Stratan • Volodymyrov • Yehorov, CT:                                  |

## Classifica marcatori
|  | Gol | Marcatore            | Squadra     |
|  | --- | -------------------- | ----------- |
|  | 19  | Tibor Benedek        | Ungheria    |
|  | 17  | Vlad Hagiu           | Romania     |
|  | 16  | Harry van der Meer   | Paesi Bassi |
|  | 15  | Davor Erjavec        | Germania    |
|  | 14  | Chris Humbert        | Stati Uniti |
|  | 14  | Andriy Kovalenko     | Ucraina     |
|  | 14  | Carlo Silipo         | Italia      |
|  | 14  | Dubravko Šimenc      | Croazia     |
|  | 14  | Vladimir Vujasinović | Jugoslavia  |
|  | 13  | Manuel Estiarte      | Spagna      |
|  | 13  | Tamás Kásás          | Ungheria    |
|  | 13  | Veljko Uskoković     | Jugoslavia  |
|  | 13  | Zsolt Varga          | Ungheria    |
|  | 13  | Mirko Vičević        | Jugoslavia  |
|  | 12  | Perica Bukić         | Croazia     |
|  | 12  | Salvador Gómez       | Spagna      |
|  | 12  | Dmitrij Gorškov      | Russia      |
|  | 11  | Alberto Angelini     | Italia      |
|  | 11  | Jörg Dresel          | Germania    |
|  | 11  | Chris Oeding         | Stati Uniti |
|  | 11  | Liviu Totolici       | Romania     |
|  | 10  | 8 Giocatori          |             |
|  | 9   | 7 Giocatori          |             |
|  | 8   | 7 Giocatori          |             |
|  | 7   | 11 Giocatori         |             |
|  | 6   | 14 Giocatori         |             |
|  | 5   | 12 Giocatori         |             |
|  | 4   | 9 Giocatori          |             |
|  | 3   | 12 Giocatori         |             |
|  | 2   | 13 Giocatori         |             |
|  | 1   | 10 Giocatori         |             |

## Fonti
- (EN)  Comitato Olimpico Internazionale: database medaglie olimpiche.
- (EN)  Comitato Organizzatore, Olympic Report Atlanta 1996 - Vol.3, pagg. 40-58 (la84foundation.org Archiviato il 27 settembre 2007 in Internet Archive.)
- (EN) Todor66.com - Sport Statistics Archive, su todor66.com. URL consultato il 19 settembre 2011 (archiviato dall'url originale il 29 giugno 2015).